# Jean-Marie Régnier
Pour les articles homonymes, voir Régnier.
Jean-Marie Régnier (1911 - 1990) fut, pendant la Seconde Guerre mondiale, un agent secret français du Special Operations Executive, qui dirigea le réseau action MASON dans le nord de la Saône-et-Loire et le sud de la Côte-d'Or.

## Identités
- État civil : Jean-Marie Régnier
- Comme agent du SOE, section F :
  - Nom de guerre (field name) : « Porthos »
  - Nom de code opérationnel : MASON (en français MAÇON)

Parcours militaire : SOE, section F ; grade : captain ;

## Éléments biographiques
Jean-Marie Régnier naît le 11 août 1911 à Lyon (2e).
1939-1940. Mobilisé le 2 septembre 1939 au 81e bataillon d'artillerie de Forteresse, il connaît une « drôle de guerre » contre les Italiens, au-dessus de Modane. Il est démobilisé le 24 juillet 1940 à Bourg-en-Bresse et regagne son domicile à Lyon.
1941. Il rencontre Jean-Pierre Lévy et s'occupe de la diffusion des journaux clandestins de la Résistance, travail facilité par son emploi de représentant de commerce. Joseph Marchand, le propriétaire de l'une des firmes représentées (les laboratoires Récamia, produits de parfumerie, 107, rue Pierre-Corneille), qui est un ami dont il connaît bien les sentiments et les idées politiques, reçoit quelques exemplaires, et souhaite pouvoir ne pas s'en tenir à la propagande et jouer un rôle plus actif.
Joseph Marchand fait voir à Régnier qu'il a également une quantité importante de journaux Coq Enchaîné à distribuer. Début juin, Joseph Marchand lui demande de trouver un lieu discret pour organiser une réunion de dix à douze personnes, à laquelle participeraient deux officiers britanniques. Régnier accepte, en pensant à une pension de famille située rue Puits-Gaillot, au quatrième étage, avec pour enseigne Pension Trianon, dont le propriétaire, d'origine basque, se nomme Pierre Lairé. La réunion a donc lieu là au jour indiqué par Joseph Marchand. Le rassemblement pour la réunion a lieu au café-bar de la rue Puits-Gaillot fréquenté par les soyeux lyonnais du secteur. Sont présents : les deux officiers Alain (dont le vrai nom est Georges Duboudin) et Nicolas (dont le vrai nom est Robert Boiteux), Joseph Marchand, Louis Pradel, futur maire de Lyon, Séran, grand mutilé de 1914-1918 et ex-chef de service à la préfecture du Rhône, Hotton, originaire de Lille et représentant sur Lyon et la région de firmes de textiles du Nord, un jeune préparateur en pharmacie du quartier des Brotteaux, Jean-Marie Régnier, et peut-être une ou deux autres personnes. À la réunion, il est question de s'organiser pour réceptionner des parachutages d'armes. La séance est levée à l'heure du passage du dernier tramway (car à cette époque il n'est pas question de circuler en voiture). Plusieurs terminent la soirée chez Louis Pradel, dans son appartement du cours Vitton, notamment Alain et Nicolas, le jeune préparateur en pharmacie, et Régnier qui, apprenant que Nicolas est l'un des parachutistes parachutés peu auparavant à Anse, lui propose de l'accompagner jusqu'à la rue Burdeau. Au moment de se séparer au bas de la rue Burdeau, côté rue de l'Annonciade (Nicolas ne tient pas à ce que Régnier connaisse l'immeuble où il loge), Nicolas fixe rendez-vous pour le lendemain, en fin de matinée, place des Terreaux. À l'heure dite, Régnier conduit Nicolas chez Joseph Marchand, au 2, quai Perrache, où ils sont invités à déjeuner. La conversation leur donne des indications sur la mission de Nicolas : d'abord, prendre la succession d'Alain, qui doit rejoindre Londres dès que possible ; ensuite, prendre contact avec les organisations de résistance pour leur faire parachuter des armes et leur faire l'instruction ; enfin, faire exécuter les ordres de Londres pour des missions spéciales et des sabotages. Nicolas devient un habitué de l'appartement des Marchand et un ami de la famille et de Régnier. La relève d'Alain se présente de façon difficile. Alain n'est pas d'accord pour quitter Lyon et ses amis de la résistance lyonnaise. Un jour, Nicolas demande à Régnier de l'accompagner à un rendez-vous avec Alain dans le bureau de Louis Pradel, aux Établissements Bouvard situés rue Dugas-Montbel. Très rapidement, Régnier et Pradel se retirent du bureau, car la conversation entre Alain et Nicolas prend un caractère confidentiel et animé, Alain acceptant mal les instructions transmises par Nicolas… Régnier commence à collaborer étroitement avec Nicolas pour des actions de résistance : réceptions de parachutages d'armes, transports de ces armes dans les caches de groupes clandestins (en majorité pour le mouvement Coq Enchaîné, et plus tard, pour Franc-Tireur).
1943. L'activité du réseau Nicolas sur la région Rhône-Alpes provoque des remous et malheureusement des arrestations de membres actifs des organisations et groupements de ce grand secteur. Des amis de la police lyonnaise leur font savoir que la Gestapo a établi une circulaire avec signalements (heureusement erronés) pour Robert Boiteux (« Nicolas »), Joseph Marchand (« Ange ») et Jean-Marie Régnier, avec promesse d'une importante récompense à toute personne fournissant des renseignements permettant d'effectuer leur arrestation. Aussitôt Nicolas communique par radio ce renseignement à Londres. La réponse, par retour : arrêter toute activité en attendant des instructions pour organiser le départ et le voyage en Angleterre. Les instructions annoncées ne tardent pas à arriver. Nicolas et Joseph Marchand doivent prendre contact à Paris avec un certain « Gilbert » (il s'agit d'Henri Déricourt), pour qu'il les fasse partir par avion. Régnier doit rejoindre Londres par l'Espagne, via Gibraltar. Nicolas espère pouvoir faire partir Régnier par avion, mais le rendez-vous avec Gilbert est manqué. Donc retour à Lyon.
Jean-Marie Régnier rentre à Londres via les Pyrénées et Gibraltar.
À Londres, Régnier est d'abord retenu quelque temps à Patriotic School.
Jean-Marie Régnier est recruté par le SOE, section F.
Il est alors envoyé à l'entraînement.
1944.
- Mars. Dans la nuit du 3 au 4, Jean-Marie Régnier est parachuté, en même temps que son opérateur radio Marcel Jaurant-Singer « Flavian », près de Roanne, avec la mission de mettre sur pied une organisation de sabotage autour de Chalon-sur-Saône et d’attaquer le trafic routier et ferroviaire allemand. Régnier et Jaurant-Singer prennent contact avec Joseph Marchand qui les met en relation avec Jean-Louis Delorme dans la région de Chalon-sur-Saône.
- Juin. Le 6 (D-day), Régnier a établi l’un des réseaux de sabotage les plus efficaces en France. Quand les messages d’action sont diffusés par la BBC, toutes les lignes de chemin de fer de la région sont attaquées, et le trafic ennemi est réduit de 80 %. Les télécommunications entre Paris et Marseille et entre Lyon et Mulhouse sont maintenues hors service presque en permanence. Une importante raffinerie est mise hors service aux Thélots. Six importants ponts routiers et ferroviaires sont détruits, notamment à Étang-sur-Arroux, à Blanzy et à Louhans. Régnier approvisionne l’Armée secrète et les FTP en armes, à condition qu’ils se conforment aux directives. Les relations avec l’Armée secrète sont harmonieuses, mais il faut toute la diplomatie et la conviction de Régnier pour pousser les FTP dans l’action. Finalement il y parvient, et en une opération, ils mettent hors service plus de 650 km de voies ferrées.
- Août. Régnier et Jaurant-Singer se consacrent à l’organisation de la guérilla, en coopération avec les FFI. Régnier prend part à l’action contre les Allemands à Laives et dans les combats pour la libération de Chalon-sur-Saône. Il est l’un des premiers à entrer dans la ville.
- Septembre. Le 13, considérant leur mission comme terminée, Régnier et Jaurant-Singer rentent à Londres par avion.
- De retour en France quelques semaines plus tard, puis une seconde fois démobilisé, Jean-Marie Régnier reprend son métier de représentant.

1990. Il meurt le 1er juin 1990 à Villeurbanne (Rhône).

## Reconnaissance
Jean-Marie Régnier a reçu les distinctions suivantes :
- Royaume-Uni : Military Cross,
- France : officier de la Légion d'honneur, Croix de guerre 1939-1945, Médaille de la Résistance avec rosette, médaille des évadés.